# 證券服務
証券サービスは、証券を発行、取引、保有する機関投資家に提供される幅広い商品とサービスで構成されています。証券サービスに従事する銀行は通常、カストディアン銀行と呼ばれます。
注目すべき業界プレーヤーには、バンク・オブ・ニューヨーク・メロン、JPモルガン・チェース、HSBCホールディングスが含まれます。

## 歴史
1961年、米国の第35代大統領ジョンケネディが企業年金制度委員会を設立しました。2年後、自動車メーカーのスチュードベーカーは操業と操業を停止し、影響を受けた約7,000人の従業員に年金を提供できませんでした。したがって、1974年に、米国大統領ジェラルド・フォードは、従業員福利厚生制度の基準を保護するために、従業員退職所得保障法（ERISA法）を導入しました。
同法が施行されて以来、雇用主は年金基金の資産を保有および保持することができません。代わりに、資産を保有する外部のカストディアンを任命する義務があります。さらに、年金基金が年金保有者の最善の利益のために運用され、投資マンデートと整合していることを保証するために、受託者と預託機関を任命する必要があります。
現在、ますます多くの銀行が豊富な保管および関連サービス（証券サービス）を開発しており、新しいテクノロジーを開発し、急速に変化する規制要件に対応することに熱心です。 

## 顧客と製品
証券サービス業界は、主に2種類のクライアントにサービスを提供しています。1）資産の所有者と管理者、2）銀行、ブローカー、ディーラーです。

### 資産所有者と資産管理者
資産運用会社と資産運用会社の顧客基盤には、資産運用会社、代替資産運用会社、保険会社、年金基金、ソブリン基金、中央銀行、ファミリーオフィスが含まれます。 
銀行は以下の商品とサービスを提供しています。 
- グローバルカストディ
- ファンドサービス：一部の金融機関は、規模の経済とより高度なシステムのために、銀行に資金調達サービスをアウトソーシングしています。銀行のバックオフィスは、さまざまな地域やさまざまなファンドタイプをカバーする統合されたファンド会計プラットフォームを備えています。一般に、正確な総資産の提供、複雑なデリバティブの処理、会計と評価、金融機関のファンドサービスの問題の解決など、さまざまな機能があります。 。
- 転送機関
- 担保の管理と分離：担保の管理とは、担保の管理です。銀行は、社内の分析ツールと柔軟な双方向/三方向ソリューションを通じて、金融機関の担保ポートフォリオを最適化できます。複数のグローバル銀行は、FIが複雑な資金調達と流動性のニーズに対応するために、グローバルまたはオンショアの担保を1か所で管理できるようにグローバル機能をより有効に活用できます。
- ミドルオフィスのアウトソーシング
- 証券貸借
- 財務サービス：現金管理と外国為替
- 受託者サービス

### 銀行、ブローカー、ディーラー
銀行、ブローカー、ディーラーの顧客ベースには、世界中のカストディアン銀行、銀行、ブローカー、ディーラーが含まれます。 
銀行は以下の商品とサービスを提供しています。 
- 直接保管および清算
- 第三者の清算
- アカウントオペレーター

## グローバルホスティングと直接ホスティング

### グローバルホスティング
グローバルカストディアンは、複数の市場におけるクライアント（資産運用会社や所有者など）の資産の管理と管理を担当しています。彼らは世界中の顧客のための最初の連絡先です。ただし、クライアントが投資を希望するすべての法域で、このような強力なネットワークを持っているとは限りません。したがって、グローバルカストディアンは、個々の市場の既存の証券サービスインフラストラクチャを使用して直接カストディアンを任命および管理する必要があります。

### 直接ホスティング
直接のカストディアンは、地元の市場でエスクローサービスを提供します。直接のカストディアンは市場と業界の知識と経験を提供し、グローバルなカストディアンには欠けているが必要とされる可能性のあるローカル市場のローカル規制当局との緊密な関係を維持できるため、グローバルなカストディアンが主要なクライアントです。したがって、現地市場における顧客（例：資産運用会社および所有者）の資産の保管および管理に責任を負います。

## 証券サービス業
多くの投資銀行や銀行が証券サービスを提供しています。通常、証券サービス事業はグローバルマーケット事業と合併して、より大きなマーケット＆証券サービス部門を形成するか、コーポレートバンキングまたはトランザクションバンキングの一部です。
たとえば、シティグループとHSBCホールディングスは、それぞれ2019年と2020年にグローバル市場と証券サービス部門を再構築し、統合しました。  
業界のメンバーには、次のものが含まれますが、これらに限定されません（アルファベット順）。
- ブラウン・ブラザーズ・ハリマン
- BNPパリバ
- バンク・オブ・ニューヨーク・メロン
- シティグループ
- クレディ・アグリコル
- ドイツ銀行
- HSBCホールディングス
- JPモルガン・チェース
- みずほ銀行
- 三菱UFJ銀行
- ノーザン・トラスト（英語版）
- カナダロイヤル銀行
- ソシエテ・ジェネラル
- スタンダードチャータード銀行
- ステート・ストリート

## 業界ランキング
グローバルインベスターグループの2020年グローバルカストディ調査によると、地域カストディのトップ銀行は次のとおりです。 
| 範囲                       | 銀行名               |
| -------------------------- | -------------------- |
| アメリカ                   | JPモルガン・チェース |
| アジア太平洋地域           | HSBCホールディングス |
| ヨーロッパ、中東、アフリカ | HSBCホールディングス |

## 業界の買収

### 2000年から2010年
2003年7月、HSBCホールディングスグループは、韓国最大のファンド運用会社である韓国のファンド運用会社 Asset Management Technology（AM TeK）の株式82.19％を、現金1,247万ドルで取得し、資産を24ドルで運用することで合意したと発表しました。十億。
2005年11月、USバンコープは、ワコビアコーポレーションの企業信託および機関投資家向け事業を買収すると発表しました。
2006年7月、 HSBCホールディングスは、オーストラリアとニュージーランドでウエストパック銀行のサブカストディアン事業を1億1,250万米ドルで買収したことを発表し、 HSBCをオーストラリアとニュージーランドの主要なサブカストディアンおよび清算機関にしました。 
2007年7月、バンクオブニューヨークとメロンフィナンシャルコーポレーションが合併し、当時最大の保管および資産サービサーであるバンクオブニューヨークメロンが設立され、18兆ドルを超える資産が保管および管理されています。 
2007年7月、ステートストリートコーポレーションは、42億ドルでインベスターズファイナンシャルサービスを買収したことを確認しました。 また、同月、 BNPパリバは、以前はナティクシスの完全子会社であったSLIBの33.4％の少数株式の取得を発表しました。 
2010年4月、スタンダードチャータード銀行は、当時38億ドルの資産を保有していたアフリカにおけるバークレイズ銀行の保管事業の買収を発表しました。 
2010年5月、ステートストリートは、インテーザサンパオロの証券サービス事業（ISPSS）の12.8億ユーロの現金による買収の完了を発表しました。 

### 2011年以降
2021年1月、USバンコープはユニオン・バンクの債務返済および証券保管サービスの顧客ポートフォリオを買収し、約600の顧客関係と、3,200億ドルの資産を保管および管理しています。 
2021年9月、ステート・ストリートは、ブラウンブラザーズハリマンの投資家サービス事業（保管、会計、ファンド管理、グローバルマーケット、テクノロジーサービスを含む）を35億ドルの現金で買収すると発表しました。 
2022年1月、スタンダードチャータード銀行は、カナダロイヤル銀行から完全子会社のRBCトラスト香港リミテッドの株式持分を取得し、その保管事業を香港のMPFおよびORSO保管事業に拡大することで合意したと発表しました。 

## も参照してください
- 投資銀行

## 参照
1. ↑  “The evolution of a core financial service - Custodian & Depositary Banks”. Deloitte.   Deloitte. 2019年1月1日閲覧。
2. 1 2 3 4  “The Custody Services of Banks”. Davis Polk.   The Clearing House. 2016年7月28日閲覧。
3. ↑  “Citi combines equities, prime brokerage and securities services units”. The Trade.   Joe Parsons. 2020年3月5日閲覧。
4. ↑  “HSBC combines markets and securities services divisions in major restructure”. The Trade.   Joe Parsons. 2019年7月30日閲覧。
5. ↑  “Global Custody Survey 2020” (2020年9月30日). 2020年9月30日閲覧。
6. ↑  “HSBC acquires Korea fund administrator”. Asian Investor 2003年7月2日閲覧。
7. ↑  “U.S. Bank to Acquire the Corporate Trust and Institutional Custody Business from Wachovia”. US Bank.   US Bank. 2005年11月29日閲覧。
8. ↑  “HSBC To Pay Up To US$112.5 Million For Westpac Sub-Custody Operations In Australia And New Zealand”. Global Custodian 2006年7月27日閲覧。
9. ↑  “Custody industry consolidates”. IPE.   Heather Mckenzie. 2007年9月1日閲覧。
10. ↑  “State Street finalises takeover”. Irish Examiner.   Niamh Hennessy. 2007年7月3日閲覧。
11. ↑  “BNP Paribas to take a minority interest in SLIB”. BNP Paribas.   BNP Paribas. 2007年7月17日閲覧。
12. ↑  “Standard Chartered Buys Barclays African Custody Business”. Global Custodian 2010年4月27日閲覧。
13. ↑  “State Street acquires Intesa Sanpaolo's Securities Services business”. Securities Finance Times 2010年5月17日閲覧。
14. ↑  “U.S. Bancorp buying large custody book from MUFG Union Bank”. Amercian Banker 2021年1月6日閲覧。
15. ↑  “State Street to Acquire Brown Brothers Harriman Investor Services”. Brown Brothers Harriman.   Brown Brothers Harriman. 2021年9月7日閲覧。
16. ↑  “Standard Chartered signs agreement to acquire RBC Investor & Treasury Services’ trustee and domestic asset services business in Hong Kong”. Standard Chartered.   Standard Chartered. 2022年1月12日閲覧。